# Cirratulus elongatus
Cirratulus elongatus är en ringmaskart som beskrevs av Treadwell 1901. Cirratulus elongatus ingår i släktet Cirratulus och familjen Cirratulidae. Inga underarter finns listade i Catalogue of Life.